# Testa di Oliver Cromwell

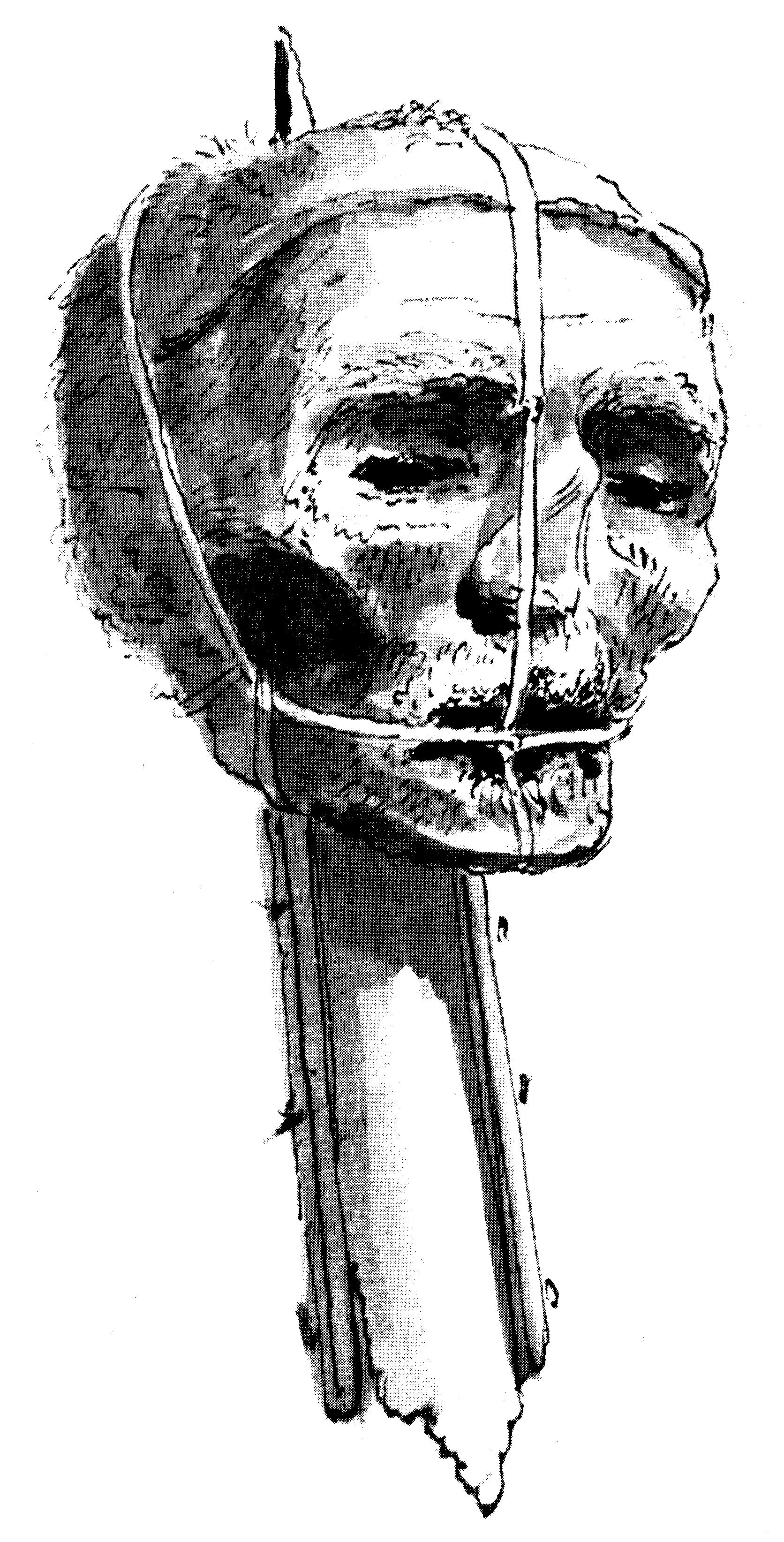
Raffigurazione della testa alla fine del Settecento.

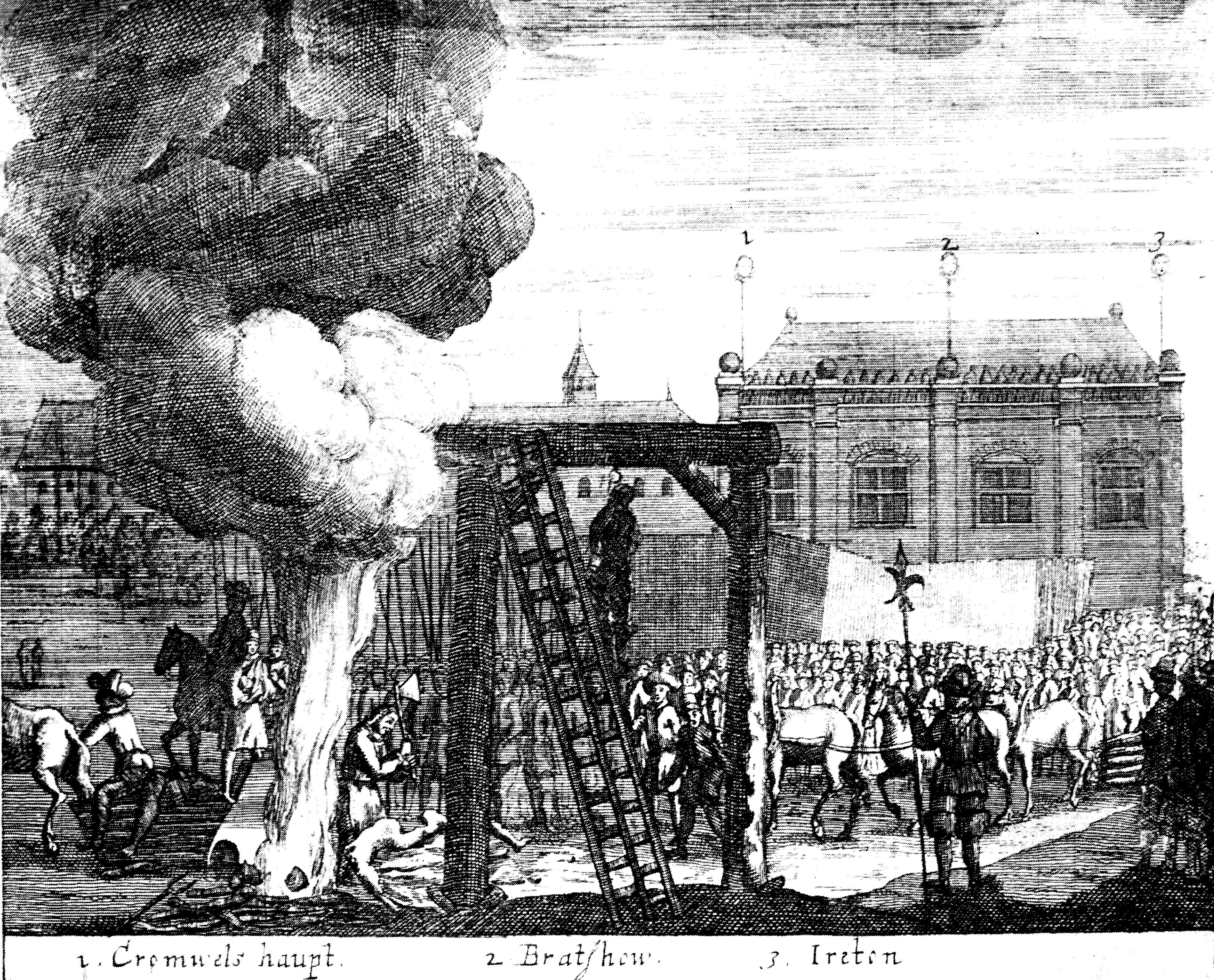
Le tre teste, esposte sul palazzo a destra, in una raffigurazione del XVII secolo.

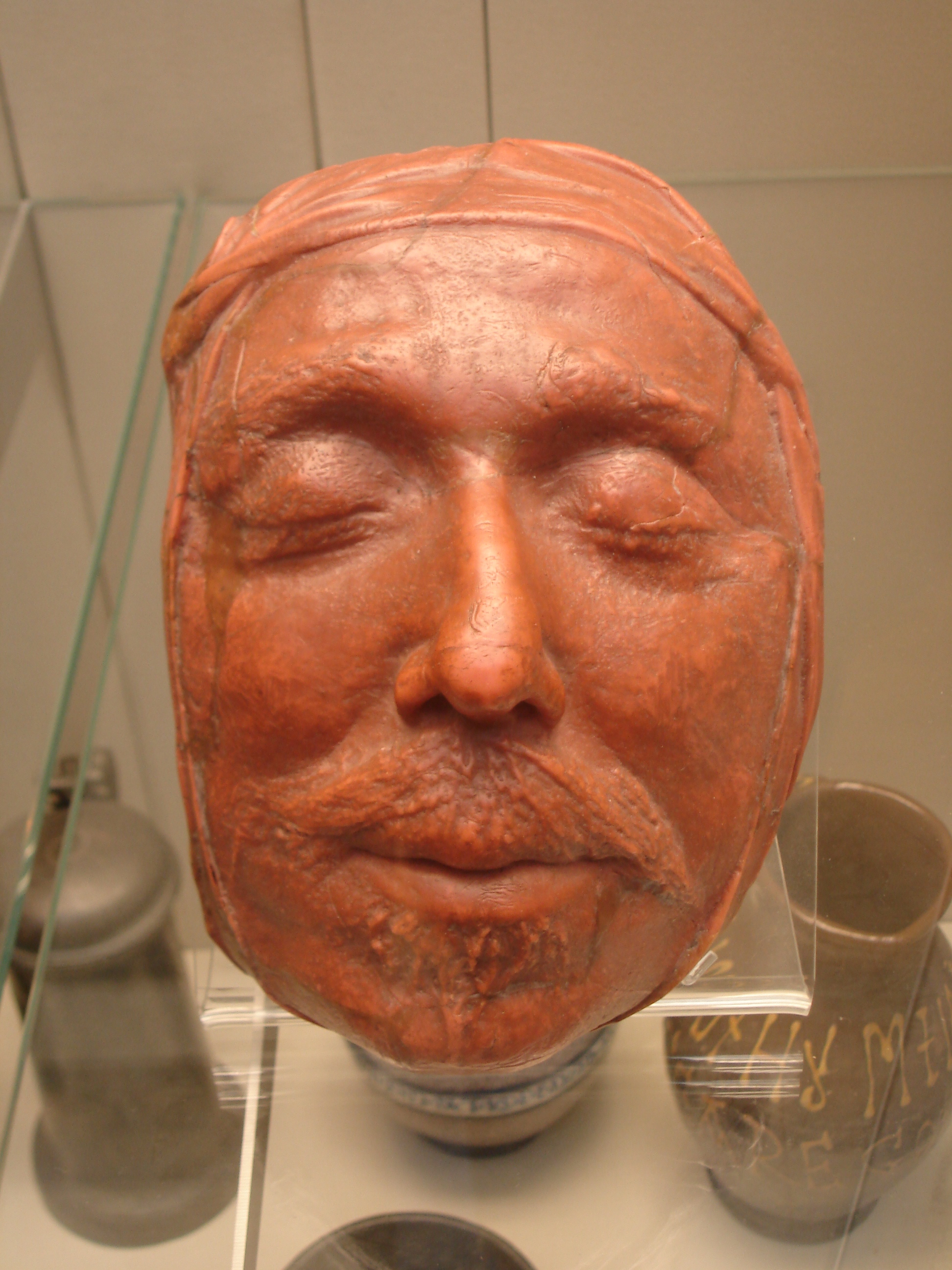
Il calco del viso di Oliver Cromwell.

La testa di Oliver Cromwell, morto nel 1658, venne separata dal resto del corpo a seguito dell'esecuzione postuma ordinata dal re Carlo II d'Inghilterra nel 1661. Per circa trecento anni la testa, nonostante il sospetto che fosse un falso, passò di mano in mano a diversi proprietari, prima di essere nuovamente inumata nel 1960.

## Storia
Oliver Cromwell trasformò l'Inghilterra in una repubblica, abolendo la monarchia e la Camera dei lord a seguito dell'esecuzione del re Carlo I, avvenuta il 30 gennaio 1649. Il modo di governare di Cromwell, tuttavia, non differiva di molto rispetto a quello dei sovrani. Nel 1657 gli venne anche proposto il titolo di re, ma egli rifiutò. Dopo la sua morte, avvenuta il 3 settembre 1658, i suoi funerali avvennero con la stessa pompa che veniva riservata ai monarchi. Il corpo di Cromwell, infatti, venne imbalsamato ed esposto all'omaggio della popolazione adorno dei simboli regali. In seguito la salma venne inumata, con tutti gli onori, all'interno dell'abbazia di Westminster. La carica di Lord Protector passò a suo figlio Richard, il quale venne però spodestato nel 1659 dal ritorno della monarchia.
Il parlamento del nuovo re, Carlo II, processò e condannò a morte dodici regicidi ancora vivi fra quelli che avevano partecipato al processo e all'esecuzione di Carlo I. Inoltre, il parlamento ordinò l'esecuzione postuma dei regicidi defunti: Oliver Cromwell, John Bradshaw ed Henry Ireton. La mattina del 30 gennaio 1661, anniversario dell'esecuzione di Carlo I, i tre corpi, all'interno di bare aperte, furono trascinati su una slitta per le vie di Londra fino al patibolo, allestito a Tyburn, dove ogni corpo venne impiccato «dal mattino fino alle quattro del pomeriggio». I corpi vennero poi sezionati e le teste esposte su pali alti venti piedi (circa sei metri) sopra il palazzo di Westminster. Non è chiaro che fine fecero i corpi, ma è probabile che quello di Cromwell sia stato gettato in una fossa.
Le tre teste restarono sui rispettivi pali fino al 1681, quando vennero temporaneamente rimosse per alcuni interventi di manutenzione del tetto. Karl Pearson e Geoffrey Morant, nel 1934, affermarono che la testa di Bradshaw era al centro, quella di Cromwell a destra e quella di Ireton a sinistra. Una tempesta, nel 1685, spezzò il palo di Cromwell, facendo cadere la testa al suolo. Una guardia, accortasi di ciò, prese la testa sotto il proprio mantello e la nascose in casa propria.
Nel 1710 la reliquia era in possesso di Claudius Du Puy, un collezionista di rarità, che la mise in mostra nella propria abitazione attirando numerosi visitatori. Dopo la morte di Du Puy, avvenuta nel 1738, della testa si persero le tracce. Alla fine del XVIII secolo ne venne attestato il possesso a tale Samuel Russell. James Cox, direttore di un museo di Londra, offrì cento sterline a Russell per acquistare la testa, ma Russell rifiutò. In seguito, Russell cercò di venderla al Sidney Sussex College, ma il rettore non si mostrò interessato. Cox, allora, ottenne la reliquia in un modo diverso: iniziò a prestare a Russell piccole somme di denaro, sempre crescenti, finché Russell si trovò impossibilitato a restituirle, dovendo così cedere la testa.
James Cox rivendette la testa nel 1799 per 230 sterline a tre fratelli di nome Hughes. Interessati a esporla come pezzo da museo, i fratelli Hughes fecero stampare centinaia di manifesti, ma il successo dell'esibizione si rivelò di molto inferiore alle aspettative. I tre fratelli scrissero allora a Cox, chiedendo spiegazioni circa le allusioni presenti sui giornali circa la presunta falsità della reliquia, ma Cox rispose in maniera molto evasiva, alimentando perciò il sospetto che la testa fosse un falso.
Nonostante il fallimento della mostra, una figlia dei fratelli Hughes continuò a mostrare la testa, descrivendola come autentica, a chiunque volesse vederla. Nel 1815 venne venduta a Josiah Henry Wilkinson. Nel 1845 Thomas Carlyle chiese di poter esaminare la testa, ma la trovò «fraudolenta». Altri, invece, come George Rolleston, erano convinti che fosse autentica.
Dopo un altro esame completo, eseguito nel 1911, venne confermata l'autenticità del reperto. Tuttavia, l'assenza di prove certe e la sua completa sparizione fra il 1685 ed il 1710 misero in dubbio le conclusioni dell'esame. La testa venne ereditata dalla famiglia Wilkinson fino al 1957, quando Horace Wilkinson decise di darle degna sepoltura. L'inumazione avvenne presso il cimitero del Sidney Sussex College di Cambridge il 25 marzo 1960.

## Autenticità
Il valore simbolico della testa cambiò di molto nel corso del tempo: finché restò infilzata sul palo, infatti, fu un chiaro monito a tutti i londinesi. Successivamente, dopo la sua caduta, la testa divenne una morbosa curiosità per collezionisti. La sua autenticità, tuttavia, venne spesso contestata. Dopo che Thomas Carlyle la definì «fraudolenta» e dopo la comparsa di un'altra presunta testa di Cromwell, iniziarono le analisi archeologiche e scientifiche per verificarne l'autenticità. Benché le prove fossero scarsamente verificabili, le ricerche si conclusero con un dettagliato studio di Karl Pearson e Geoffrey Morant, i quali affermarono che la testa era davvero appartenuta a Cromwell. Tuttavia, contestazioni e sospetti, nati fin dal momento in cui la testa era stata issata sopra Westminster, continuarono a circolare.
Secondo lo storico Jonathan Fitzgibbons sorsero numerose leggende circa i resti del Lord Protector: una di esse affermava che il suo corpo, per evitare profanazioni, non fosse stato sepolto nell'abbazia di Westminster, bensì in un luogo segreto presso Naseby; un altro racconto sosteneva che, sempre allo scopo di preservarlo, la bara di Cromwell fosse stata sepolta sul fondo del Tamigi, e, al suo posto a Westminster, fosse stato interrato un altro. In ogni caso, comunque, la testa in questione non sarebbe realmente appartenuta a Cromwell.